# Hans-Josef Büsken
Hans-Josef Büsken es un deportista alemán que compitió para la RFA en remo. Ganó una medalla de oro en el Campeonato Mundial de Remo de 1976, en la prueba de ocho con timonel ligero.

## Palmarés internacional
| Campeonato Mundial | Campeonato Mundial | Campeonato Mundial | Campeonato Mundial      |
| Año                | Lugar              | Medalla            | Prueba                  |
| ------------------ | ------------------ | ------------------ | ----------------------- |
| 1976               | Villach (Austria)  | Medalla de oro     | Ocho con timonel ligero |